# Silk Way Rally 2009

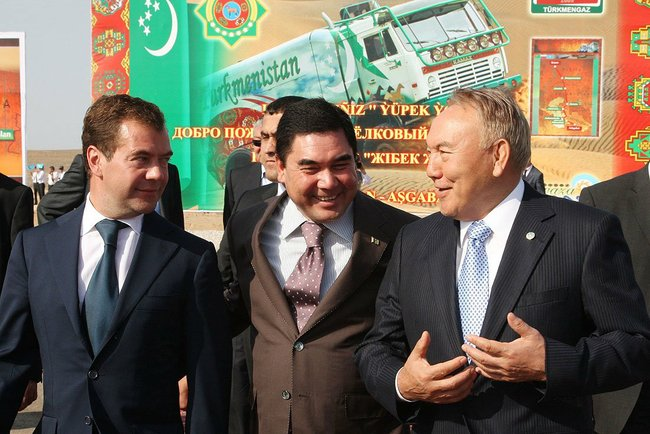
Kolejno od lewej: prezydent Federacji Rosyjskiej Dmitrij Miedwiediew, prezydent Turkmenistanu Gurbanguly Berdimuhamedow i prezydent Kazachstanu Nursułtan Nazarbajew na mecie Rajdu Jedwabnego Szlaku 2009 w dniu 13 września 2009 roku.

Silk Way Rally 2009 (pol. Rajd Jedwabnego Szlaku) – 3. runda eliminacji rajdów terenowych z serii Dakar Series, która odbyła się w dniach 4–13 września 2009 roku na trasie Kazań − Aszchabad. Startowały dwie kategorie: samochody i ciężarówki. Zwycięzcą wśród kategorii samochodów został Carlos Sainz z pilotem Lucasem Cruzem Senrą, natomiast wśród z ciężarówek tryumfowali Rosjanie – Firdaus Kabirow, Andriej Mokiejew i Anatolij Tanin. Była to pierwsza edycja tego rajdu, a patronat nad wydarzeniem objęła Amaury Sport Organisation (A.S.O.).

## Etapy + zwycięzcy etapów
| Etap | Data        | Skąd                                                       | Dokąd                                                      | Odc. specjalny                                             | Połączenie                                                 | Łącznie                                                    |                                       | Zwycięzcy poszczególnych etapów                     | Zwycięzcy poszczególnych etapów |
| ---- | ----------- | ---------------------------------------------------------- | ---------------------------------------------------------- | ---------------------------------------------------------- | ---------------------------------------------------------- | ---------------------------------------------------------- | ------------------------------------- | --------------------------------------------------- | ------------------------------- |
|      | 4 września  | Pomoc techniczna i zatwierdzenia administracyjne w Kazaniu | Pomoc techniczna i zatwierdzenia administracyjne w Kazaniu | Pomoc techniczna i zatwierdzenia administracyjne w Kazaniu | Pomoc techniczna i zatwierdzenia administracyjne w Kazaniu | Pomoc techniczna i zatwierdzenia administracyjne w Kazaniu | Samochody                             | Ciężarówki                                          |                                 |
| 1    | 5 września  | Kazań                                                      | Kazań                                                      | 2 km (prolog)                                              |                                                            | 2 km                                                       | Giniel de Villiers Dirk von Zitzewitz | Firdaus Kabirow Andriej Mokejew Anatolij Tanin      |                                 |
| 2    | 6 września  | Kazań                                                      | Boegoeroesłan                                              | 141 km                                                     | 337 km                                                     | 478 km                                                     | Nasir al-Atijja Timo Gottschalk       | Gerard de Rooy Tom Consoul Dariusz Rodewald         |                                 |
| 3    | 7 września  | Boegoeroesłan                                              | Orał                                                       | 231 km                                                     | 316 km                                                     | 547 km                                                     | Nasir al-Atijja Timo Gottschalk       | Władimir Czagin Sergiej Sawostin Ildar Szajsułtanow |                                 |
| 4    | 8 września  | Orał                                                       | Beineu                                                     | 580 km                                                     | 296 km                                                     | 876 km                                                     | Carlos Sainz Lucas Cruz Senra         | Firdaus Kabirow Andriej Mokejew Anatolij Tanin      |                                 |
| 5    | 9 września  | Beineu                                                     | Jañaözen                                                   | 424 km                                                     | 55 km                                                      | 479 km                                                     | Giniel de Villiers Dirk von Zitzewitz | Firdaus Kabirow Andriej Mokejew Anatolij Tanin      |                                 |
| 6    | 10 września | Jañaözen                                                   | Turkmenbaszy                                               | 514 km                                                     | 184 km                                                     | 698 km                                                     | Carlos Sainz Lucas Cruz Senra         | Władimir Czagin Sergiej Sawostin Ildar Szajsułtanow |                                 |
| 7    | 11 września | Türkmenbaşy                                                | Bałkanabat                                                 | 345 km                                                     | 72 km                                                      | 417 km                                                     | Nasir al-Atijja Timo Gottschalk       | Władimir Czagin Sergiej Sawostin Ildar Szajsułtanow |                                 |
| 8    | 12 września | Balkanabat                                                 | Türkmenbaşy                                                | 360 km                                                     | 153 km                                                     | 513 km                                                     | Carlos Sainz Lucas Cruz Senra         | Aleš Loprais Jaroslav Miškolci Milan Holáň          |                                 |
| 9    | 13 września | Türkmenbaşy                                                | Aszchabad                                                  | 24 km                                                      | 593 km                                                     | 617 km                                                     | Dmitrij Filoniec Aleksandr Moroz      | Firdaus Kabirow Andriej Mokejew Anatolij Tanin      |                                 |
|      | Łącznie:    | 2621 km                                                    | 2006 km                                                    | 4627 km                                                    |                                                            |                                                            |                                       |                                                     |                                 |

## Samochody
| Pozycja | Nr startowy | Kierowca i pilot                         | Team                         | Marka                       | Czas     |
| ------- | ----------- | ---------------------------------------- | ---------------------------- | --------------------------- | -------- |
| 1       | 101         | Carlos Sainz Lucas Cruz Senra            | Team Volkswagen Motorsport 1 | Volkswagen Race Touareg 2   | 24:12:21 |
| 2       | 103         | Mark Miller Ralph Pitchford              | Team Volkswagen Motorsport 1 | Volkswagen Race Rouareg 2   | 24:34:13 |
| 3       | 100         | Giniel de Villiers Dirk von Zitzewitz    | Team Volkswagen Motorsport 1 | Volkswagen Race Touareg 2   | 24:40:30 |
| 4       | 111         | Rusłan Misikow Konstantin Żiłcow         | Team Nartime Gazenergoset    | Nissan Frontier Crew        | 28:56:25 |
| 5       | 114         | Ilia Kuzniecow Andriej Nieszin           | Team RE Autoklubs            | Mitsubishi L200             | 29:35:51 |
| 6       | 110         | Maris Saukans Didzis Zarins              | Riga Rally Raid Team         | OSC 3                       | 30:19:17 |
| 7       | 118         | Aleksiej Berkut Konstantin Meszczerjakow | Czech Dakar Team             | Mitsubishi Pajero Evolution | 30:24:46 |
| 8       | 144         | Benediktas Vanagas Saulius Jurgelenas    | Team Vanagas                 | OSC Oscar                   | 30:38:32 |
| 9       | 146         | Raz Yehoshua Heymann Hillel Segal        | Team Pointer                 | Mitsubishi Pajero           | 32:29:56 |
| 10      | 123         | Bohdan Nowickij Jurij Kondratjew         | Kiev Rally Raid Team         | Mitsubishi Pajero 3.2 DiD   | 34:32:22 |

## Ciężarówki
| Pozycja | Nr startowy | Kierowca, nawigator i pilot                            | Team                    | Marka                | Czas     |
| ------- | ----------- | ------------------------------------------------------ | ----------------------- | -------------------- | -------- |
| 1       | 201         | Firdaus Kabirow Andriej Mokiejew Anatolij Tanin        | Team Kamaz-master       | Kamaz 4326           | 28:13:52 |
| 2       | 202         | Gerard de Rooy Tom Consoul Dariusz Rodewald            | Team De Rooy            | Iveco Trakker EVO II | 29:16:17 |
| 3       | 203         | Aleš Loprais Jaroslav Miškolci Milan Holáň             | Loprais Tatra Team      | Tatra T815           | 29:56:12 |
| 4       | 215         | Eduard Nikołajew Wjaczesław Mizjukajew Ajrat Izrafiłow | Team Kamaz-master       | Kamaz 4326           | 30:11:34 |
| 5       | 207         | Ilgizar Mardejew Stanisław Pogożik Andriej Karginow    | Team Kamaz-master       | Kamaz 4326           | 30:33:09 |
| 6       | 204         | Władimir Czagin Siergiej Sawostin Ildar Szajsułtanow   | Team Kamaz-master       | Kamaz 4326           | 30:46:06 |
| 7       | 206         | Martin Macik Josef Kalina Martin Macik Jr.             | KM Racing Team          | Liaz 111.154         | 32:15:07 |
| 8       | 218         | Jakow Miektiew Igor Kozłow Wiktor Kupowiec             | Team MAN Renat Trans    | MAN TGA              | 34:25:19 |
| 9       | 205         | Jan de Rooy Yvo Geussens Peter van Eerd                | Team De Rooy            | Iveco Trakker        | 35:05:19 |
| 10      | 213         | Mathias Behringer Hugo Kupper Siegfried Schadl         | Hamburger HS Rally Team | MAN TGS              | 38:42:29 |